# Алфёрова, Гали Владимировна
Гали Владимировна Алфёрова (12 июля [25 июля] 1912, Москва — 27 апреля 1984, там же) — советский архитектор-реставратор, историк русской архитектуры и градостроительства XVI—XVII веков. кандидат архитектуры (1952 год), автор 38 печатных работ.

## Биография
Гали Владимировна родилась 12 (25) июля 1912 года (под именем Галина). В 1941 году окончила Московский Архитектурный институт. После начала Великой Отечественной войны вступила в ряды Красной Армии, где находилась до 1944 года в качестве инженера-фортификатора. После демобилизации в 1944 году, Г. Алфёрова по приглашению Н. И. Брунова приходит на работу в Академию архитектуры СССР, в качестве члена Кабинета теории и истории архитектуры (в том же году Кабинет преобразован в академический НИИ). В последующие несколько лет (1945—1951), по совету и под руководством Н. И. Брунова, Г. Алфёрова занимается всесторонними исследованиями одного из самых выдающихся памятников церковного зодчества Москвы — церкви Воскресения в Кадашах, и составляет проект его реставрации. Этот материал послужил основой для кандидатской диссертации, защищённой Г. Алфёровой в 1952 году: «Истоки московского зодчества конца XVII века (на примере церкви Воскресения в Кадашах)».
С 1952 года — сотрудник Музея Академии архитектуры СССР, с 1960 года — старший научный сотрудник академического НИИ теории и истории архитектуры.
Следующие годы скорректировали круг интересов исследовательницы, которая, не оставляя практики реставрации, обратилась к изучению старых русских городов и принципов древнерусского градостроительства. В немалой степени этому способствовал период «оттепели», когда появилась возможность проявления живой общественной инициативы, в частности, постановки и решения насущных задач реставрации и охраны исторических памятников: наряду со многими известными учёными и общественными деятелями того времени, Г. Алфёрова активно участвовала в создании Всероссийского общества охраны памятников истории и культуры. С 1966 года она — член бюро секции архитектуры, с 1967 — председатель реставрационной комиссии ВООПИК.
Как учёный-теоретик и реставратор, в 1969—1970 годах участвовала в составлении «Рекомендаций» комиссии Центрального совета ВООПИК. Появление «Рекомендаций» было продиктовано необходимостью квалифицированного профессионального обоснования необходимости пересмотра проекта перепланировки центра Москвы 1969 года, который предусматривал снос 80 % исторической застройки в пределах Садового кольца и замену её группой высотных зданий. В результате проект был отклонён. В дальнейшем «Рекомендации» послужили методической основой для работы секции архитектуры ВООПИК по сохранению 115 исторических городов России. Гали Владимировна сыграла важную роль в разработке, пропаганде и внедрении комплексного принципа сохранения исторически сложившихся городов России — когда объектом охраны становятся не отдельные здания или уличная сеть, но весь комплекс факторов — кроме вышеназванных, это рядовая застройка, ландшафт, водоемы — все то, что формирует неповторимое лицо и внутреннюю среду каждого исторически сложившегося города. Работая на этом поприще, Г. Алфёрова сконцентрировала свой интерес на вопросах исследования теоретических основ русского градостроительства XVI—XVII веков.
По мнению исследовательницы, средневековое русское градостроительство не было стихийным, бесконтрольным процессом — несмотря на свою живописность и нерегулярность, формирование структуры средневекового русского города шло, по её мнению, на основе системы вполне конкретных законов и принципов. Большое значение для обоснования этой теории стало обнаружение Г. Алфёровой в одном из списков Кормчей книги раздела под названием «Закон градский». Впрочем, этот текст давно был известен филологам и литературоведам, однако, Г. Алфёрова стала первым профессиональным исследователем разделов Кормчей, посвященных архитектуре и градостроительству. Данная работа готовилась Г. Алфёровой в качестве докторской диссертации, защитить которую она не успела — исследовательница скончалась 27 апреля 1984 года, когда готовила к рассылке авторефераты. В 1989 году этот труд был издан посмертно.
Гали Владимировна всю жизнь занимала активную гражданскую позицию, в профессиональной и местной периодической печати, пропагандируя необходимость бережного отношения, сохранения и научной реставрации памятников архитектуры. Ей было опубликовано 38 печатных работ — от небольших статей до крупных монографий.

## Авторские работы

### Реставрация
- церковь Воскресения в Кадашах (1958—1960, 1962—1964)
- палаты Троекурова в Охотном ряду (совместно с П. Д. Барановским)
- палаты Аверкия Кириллова и церковь св. Николы на Берсеневке
- ансамбль Крестного монастыря на Кий-острове (1968—1973)
- скит патриарха Никона в Воскресенском Ново-Иерусалимском монастыре (1975—1982/84)
- Спасо-Преображенский собор Мирожского монастыря во Пскове

### Печатные труды
- Диссертация
  - Алфёрова Г. В. Истоки московского зодчества конца XVII века (на примере церкви Воскресения в Кадашах). Диссертация на соискание ученой степени кандидата архитектуры. М., МАрхИ, 1952.
- Монографии
  - Алфёрова Г. В. Сохраним памятники архитектуры! Реставрация архитектурного ансамбля на Кий-острове силами студенческих отрядов. М., 1971.
  - Алфёрова Г. В. Каргополь и Каргополье. М., 1973.
  - Алфёрова Г. В. Памятник русского зодчества в Кадашах. История его реставрации. М., 1974. Электронная версия на сайте rusarch.ru
  - Алфёрова Г. В., Харламов В. А. Киев во второй половине XVII века. Историко-архитектурный очерк. Киев, 1982.
  - Алфёрова Г. В. Русские города XVI—XVII веков. М., 1989.
- Статьи
  - Алфёрова Г. В. «А до государева указу городьбы ставити не велеть» // Наука и жизнь. № 8, 1968 Электронная версия на сайте rusarch.ru
  - Алфёрова Г. В. К вопросу о строительной деятельности патриарха Никона // Архитектурное наследство. Вып. 18. М., 1969, С. 30—44.
  - Алфёрова Г. В. Ансамбль Крестного монастыря на Кий-острове // Архитектурное наследство. Вып. 24. М., 1976, С. 83—93.
  - Алфёрова Г. В. Принципы научной методики реставрации на примере церкви Воскресения Христова в Кадашах в Москве // Кадашевские чтения. Сборник докладов конференции. Вып. IX. М., 2011, С. 302—313. (публикация неизвестной рукописи конца 1960-х годов) PDF